# بابا جون جوزيف
بابا جون جوزيف (بالإنجليزية: Papa John Joseph)‏ هو عازف جاز أمريكي، ولد في 27 نوفمبر 1877 في مقاطعة سانت جيمس في الولايات المتحدة، وتوفي في 22 يناير 1965 في نيو أورلينز في الولايات المتحدة.

## وصلات خارجية
- بابا جون جوزيف على موقع ميوزك برينز (الإنجليزية)
- بابا جون جوزيف على موقع ديسكوغز (الإنجليزية)